# Крэкстон, Харольд
Харольд Крэкстон (англ. Thomas Harold Hunt Craxton; 30 апреля 1885 — 30 марта 1971) — английский пианист, музыкальный педагог и композитор.

## Биография
Окончил фортепианную школу Тобайаса Маттея (среди его учителей был также Катберт Уайтмор). На протяжении 1910-20-х годов работал как аккомпаниатор с выдающимися вокалистами (Нелли Мелба, Клара Батт, Елена Герхардт, Астра Десмонд, Джон Маккормак), а также с Лайонелом Тертисом и Жаком Тибо. В 1914—1919 годах преподавал в школе Маттея, а затем до 1965 года был профессором Королевской академии музыки.
Крэкстону принадлежат различные (преимущественно небольшие) фортепианные пьесы и вокальные сочинения (песни), в том числе на стихи Шекспира; некоторые песни Крэкстона входили в репертуар вокалистов, с которыми он работал. Кроме того, Крэкстон осуществил фортепианные переложения различных пьес Франсуа Куперена, Генри Пёрселла, И. С. Баха и других.
У Крэкстона и его жены Эсси, урождённой Фолкнер, было шестеро детей, в том числе художник Джон Крэкстон и гобоистка Джанет Крэкстон.